# Zorita del Maestrazgo
Zorita del Maestrazgo – gmina w Hiszpanii, w prowincji Castellón, we wspólnocie autonomicznej Walencja, o powierzchni 68,83 km². W 2011 roku liczyła 146 mieszkańców.